# البطولة العربية لكرة السلة للسيدات
البطولة العربية لكرة السلة للسيدات هي بطولة إقليمية لكرة السلة تقام كل عامين بين المنتخبات الوطنية للسيدات من أعضاء الاتحاد العربي لكرة السلة، الذين يمثلون الوطن العربي. أقيمت أول نسخة من البطولة بالأردن في عام 1983.